# Ligue 1
La Ligue 1, nota come Division 1 fino al 2002 e denominata Ligue 1 McDonald's per ragioni di sponsorizzazione, è il massimo livello professionistico del campionato di calcio francese e monegasco.
La squadra più titolata è il Paris Saint-Germain, che vanta tredici vittorie, mentre l'Olympique Marsiglia è la compagine che ha disputato più edizioni (75); la più lunga striscia di vittorie consecutive spetta invece all'Olympique Lione, capace di trionfare per sette volte di fila tra il 2001 e il 2008.

## Formula
Vi partecipano diciotto squadre (dal 2023) che si affrontano a turni nel girone di andata (disputato orientativamente tra agosto e dicembre) e ritorno (tra gennaio e maggio). Per ogni partita sono assegnati tre punti alla vincitrice dell'incontro (a partire dalla stagione 1994-95, dopo un anno di sperimentazione nella stagione 1988-89) e zero a quella sconfitta. In caso di pareggio è assegnato un punto a squadra. Dal campionato 1973-74 fino al 1975-76 fu adottata una regola nell'assegnazione dei punti che consisteva nell'aggiunta di un punto bonus ad una squadra che vincesse un incontro con più di tre gol di scarto.
La squadra che si classifica al primo posto viene insignita del titolo di campione di Francia e, dal 2003, vince un trofeo chiamato Hexagoal. Inoltre, la squadra campione, ha il diritto ad accedere alla fase a gironi della UEFA Champions League, assieme alla seconda classificata e alla terza. La quarta classificata disputerà invece i preliminari della massima competizione continentale partendo dal terzo turno di qualificazione (percorso piazzate). La quinta, insieme alla vincitrice della Coppa di Francia, ha invece accesso alla UEFA Europa League. La sesta, o nel caso la settima, andrà ai play-off della UEFA Conference League.
Le ultime tre squadre classificate retrocedono in Ligue 2. Dal 1965 al 1970 i club classificatisi al quarto e al quinto posto in Division 2 e quelli classificatisi al sedicesimo e diciassettesimo posto in Division 1 si affrontavano in un mini-torneo, al termine del quale le squadre classificatesi nelle prime due posizioni avrebbero guadagnato la promozione o la salvezza, mentre quelle piazzate negli ultimi due posti sarebbero retrocessi o avrebbero perso la promozione. Dal 1979 al 1993 furono reintrodotti i play-off promozione-salvezza, che vedevano però opposte la terz'ultima della Ligue 1 contro la terza classificata della Ligue 2, una formula poi riproposta in pianta stabile a partire dal 2017.

### Numero di partecipanti
- 1932-1933: 20 club (divisi in due gruppi da dieci squadre con finale)
- 1933-1934: 14 club
- 1934-1939: 16 club
- 1945-1946: 18 club
- 1946-1947: 20 club
- 1947-1958: 18 club
- 1958-1963: 20 club
- 1963-1965: 18 club
- 1965-1968: 20 club
- 1968-1970: 18 club
- 1970-1997: 20 club
- 1997-2002: 18 club
- 2002-2023: 20 club
- 2023-: 18 club

## Storia

### I primi anni (1930-1939)

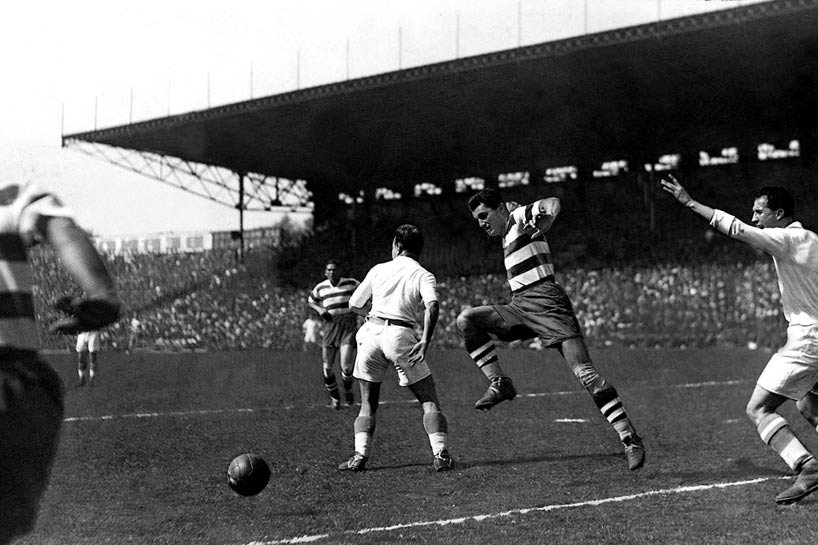
- nel 1934.

L'era del calcio professionistico in Francia inizia nel 1930: nel luglio dello stesso anno la federazione si pronuncia favorevolmente in questo senso con 128 voti favorevoli, 20 contrari e 1 astenuto (il presidente della Federazione e della FIFA Jules Rimet).
La Federazione decide di limitare lo status professionale a una ristretta élite; istituisce quindi per la stagione 1932/33 un campionato nazionale con venti club, gli unici che possono evolvere sotto lo status professionale. La FFF emana tre regole per limitare il numero di domande per lo status di professionista: aver avuto risultati convincenti in passato, avere incassi al botteghino sufficientemente elevati per pareggiare le finanze e reclutare almeno otto giocatori con lo status di professionista. Alcuni club si oppongono per principio allo status di professionista: i tre club di Strasburgo, l'RC Roubaix, l'Amiens AC e molti club parigini tra cui lo Stade Français si rifiutano di candidarsi. L'anno seguente viene istituita una seconda divisione alcuni club inizialmente riluttanti nel 1932 accetta di dotardi del status di club professionista, tra cui RC Strasbourg, Amiens AC e RC Roubaix.
La prima edizione del campionato, chiamato Division Nationale, comincia nella stagione 1932-1933 ed è giocata da venti squadre divise in due gironi. Viene vinta dall'Olympique Lillois, che nella finale ha la meglio sul Cannes: quest'ultima squadra era giunta all'incontro in luogo dell'Antibes, squalificato a causa di uno scandalo di corruzione. Già a partire dalla stagione seguente il girone diviene però unico, e il torneo viene rinominato Division 1; inizialmente è composto da quattordici club, che vengono poi portati a sedici. In questi primi anni riportano due vittorie a testa il Sète e il Sochaux nel quale milita Roger Courtois.
Dopo il 1939 le vicende legate alla seconda guerra mondiale, culminate con l'invasione del Paese, fanno si che il torneo venga interrotto e sostituito da altre competizioni, che non verranno però riconosciute.

### L'immediato dopoguerra (1945-1952)
La fine della guerra coincide con la riorganizzazione del torneo, che nella stagione 1945-1946 viene vinto dal neonato Lilla. Poco dopo nasce la Coppa Latina, una competizione internazionale che vede la partecipazione dei campioni di quattro nazioni europee: qui nel 1950 il Bordeaux raggiunge la finale, e negli anni seguenti anche il Lilla e il Nizza fanno lo stesso. Nel 1953 lo Stade Reims riesce invece a vincere il trofeo.

### Il dominio dello Stade Reims (1952-1963)

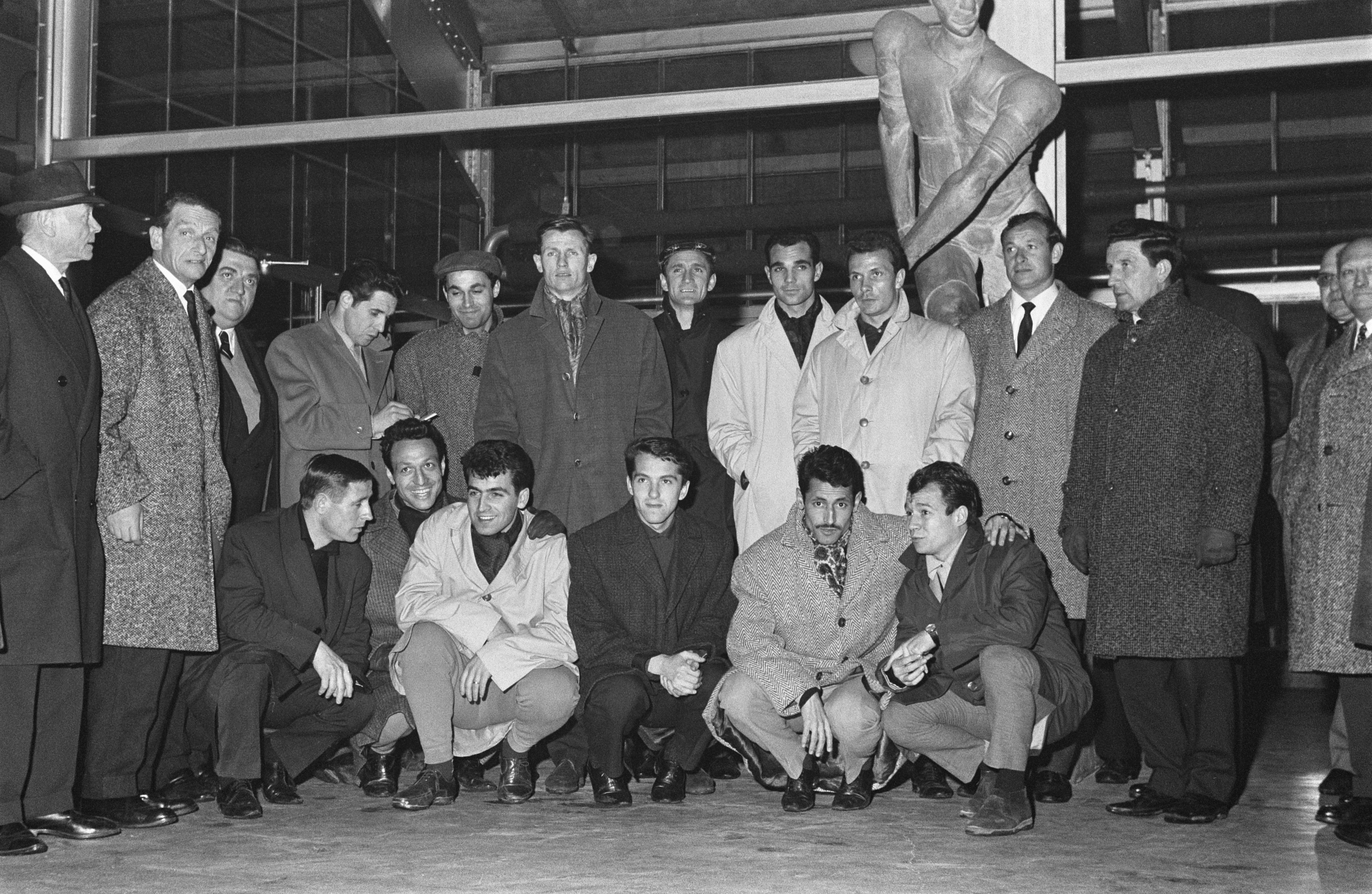
Lo nel 1963.

Proprio questa squadra, allenata da Albert Batteux e nella quale milita anche il futuro Pallone d'oro Raymond Kopa, comincia a dominare la scena nazionale. Nel 1953 lo Stade Reims vince la Coppa Latina (antesignana della Coppa dei Campioni) dopo aver battuto in finale il Milan per 3-0. Dopo aver ottenuto la terza vittoria in campionato nel 1954-1955, il club partecipa l'anno successivo alla prima edizione della Coppa dei Campioni, arrivando a disputare la finale di Parigi, dove viene sconfitto dal Real Madrid per 3-4 nonostante avesse condotto la gara prima 2-0, poi 3-2. In seguito Kopa si trasferisce proprio tra le file degli spagnoli, tuttavia la rosa viene rafforzata con gli ingaggi di Just Fontaine, Jean Vincent, Roger Piantoni e Dominique Colonna. Il club vince un altro titolo nel 1957-1958, a cui fa seguito un nuovo raggiungimento di un'altra finale continentale: i francesi vengono però nuovamente sconfitti dalle Merengues. In estate Fontaine è invece grande protagonista a Svezia 1958 con la maglia della Francia poi arrivata terza: le 13 reti messe a segno rappresentano a tutt'oggi un record ineguagliato.
Negli anni immediatamente seguenti la squadra conquista altri due titoli, l'ultimo dei quali arriva nel 1961-1962: retrocede tuttavia alcuni anni dopo, senza riuscire più a tornare a questi livelli. Intanto il Nizza era arrivato al quarto successo nel 1958-1959, inoltre Thadée Cisowski era stato per tre volte capocannoniere con addosso la maglia del RC France.

### Nantes - Saint-Étienne (1963-1983)

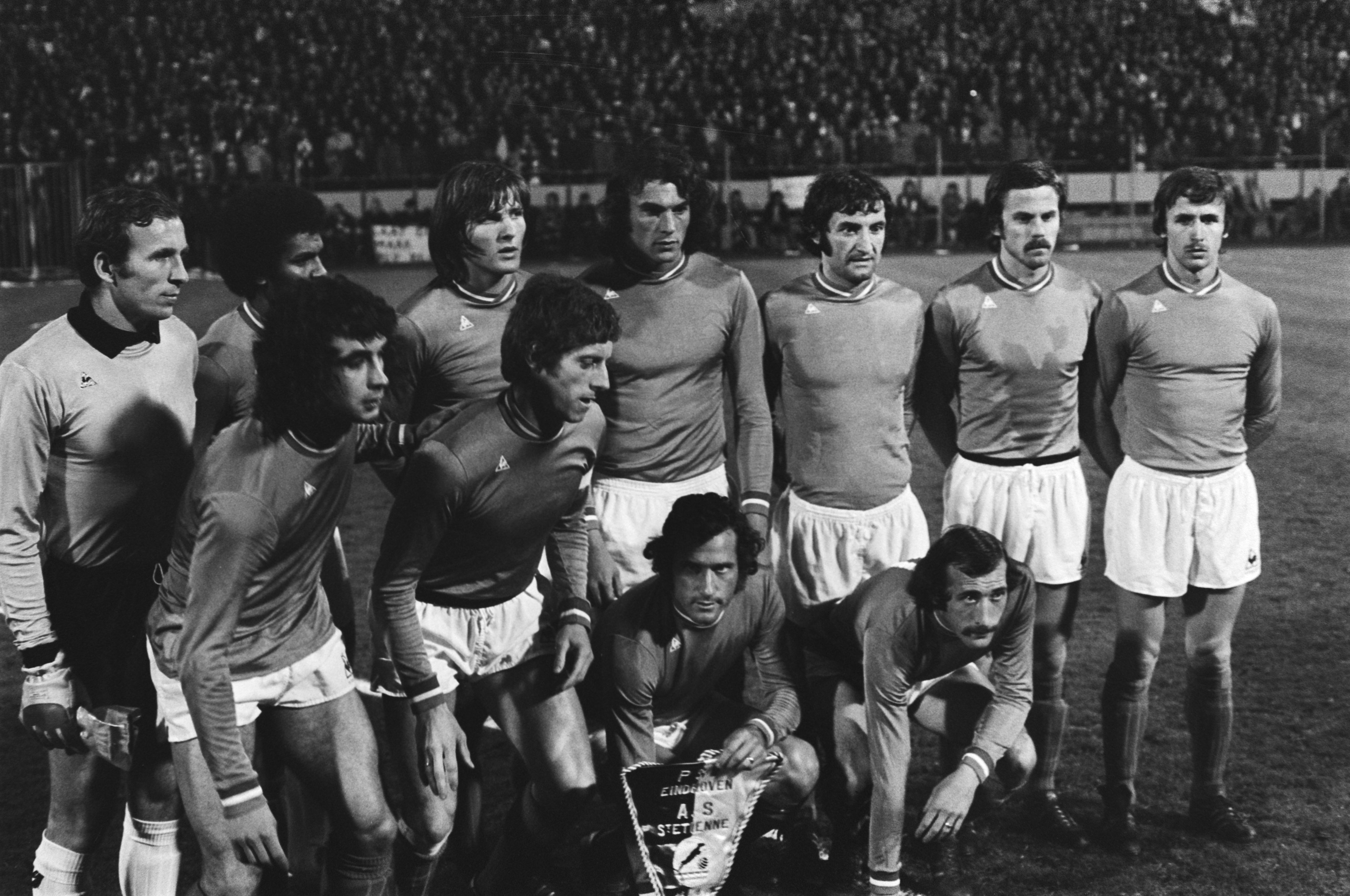
Il nel 1976.

Dal campionato 1963-1964, vinto dal Saint-Étienne, inizia un ventennio caratterizzato dal dualismo tra questa squadra e il Nantes: i Canarini conquistano il loro primo titolo nel 1964-1965, e si ripetono l'anno successivo, quando Philippe Gondet è il miglior marcatore. I Verts accolgono invece in panchina Batteux, che aveva appena concluso il ciclo allo Stade Reims: egli, dirigendo in campo Robert Herbin, Salif Keïta e Hervé Revelli tra gli altri, conquista quattro scudetti consecutivi, l'ultimo dei quali arriva nel 1970. È poi la volta dell'Olympique Marsiglia, che, trascinato dai gol della Scarpa d'oro 1971 Josip Skoblar, vince i due titoli successivi. Rivoluzione in casa del Saint-Etienne: Herbin viene nominato allenatore, ed entra in rosa il giovane Dominique Rocheteau. La squadra, oltre a vincere tre scudetti di fila, arriva a disputare la semifinale della Coppa dei Campioni 1974-1975 e la finale dell'edizione successiva: ad avere la meglio è però sempre il Bayern Monaco.
Torna poi alla vittoria il Nantes, nel quale militano anche Henri Michel e Jean-Paul Bertrand-Demanes, che è seguito dal neopromosso Monaco di Delio Onnis, il miglior marcatore di tutti i tempi; in questo periodo in cima alla classifica dei capocannonieri c'è tuttavia spesso Carlos Bianchi. C'è gloria anche per il Bastia di Johnny Rep, che raggiunge la finale della Coppa UEFA 1977-1978: a sollevare il trofeo è però il PSV.
Dal canto loro i Verts ottengono il loro decimo successo vincendo la Division 1 1980-1981, quando in rosa figurano anche Rep e il giovane Michel Platini. Tuttavia durante il campionato 1981-1982, vinto dal Monaco, emerge uno scandalo finanziario che vede coinvolto il presidente del Saint-Etienne, Roger Rocher: due anni dopo il club retrocede. L'anno seguente, invece, il Nantes vince il sesto titolo.

### Il dominio del Bordeaux (1983-1988)

Michel Platini e Alain Giresse durante la semifinale della Coppa dei Campioni 1984-1985 tra la e il.

Nelle quattro stagioni a cavallo dei vittoriosi Europei di casa si svolge il periodo del Bordeaux, che vince tre titoli in quattro anni: 1983-1984, 1984-1985 e 1986-1987. La squadra, nella quale militano anche Alain Giresse, Patrick Battiston, Bernard Lacombe e Jean Tigana, raggiunge la semifinale nella Coppa dei Campioni 1984-1985 (eliminata dalla Juventus) e la semifinale nella Coppa delle Coppe 1986-1987 (eliminata dal Lokomotive Lipsia).

### I successi del Marsiglia (1988-1993)

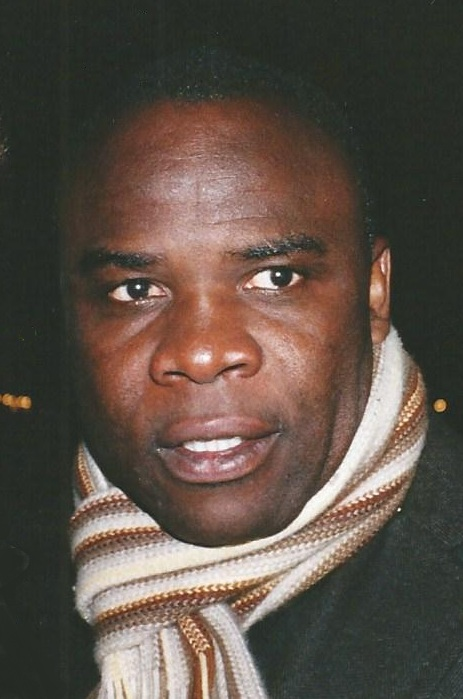
Basile Boli, autore del gol decisivo nella finale della UEFA Champions League 1992-1993.

Dopo una stagione in cui si afferma agevolmente il Monaco, nel campionato 1988-1989, il primo con l'assegnazione in via sperimentale dei tre punti per vittoria, inizia il ciclo dell'Olympique Marsiglia. La squadra del presidente Bernard Tapie, guidata da fuoriclasse del calibro di Jean-Pierre Papin, prolifico centravanti laureatosi capocannoniere per ben cinque volte consecutive e insignito del Pallone d'oro 1991, Éric Cantona, estroso attaccante genio e sregolatezza, Chris Waddle, ala inglese dotata di un dribbling funambolico, Abedi Pelé, considerato il miglior calciatore ghanese di tutti i tempi e uno dei migliori calciatori africani di sempre, e Dragan Stojković, trequartista jugoslavo particolarmente abile nel dribbling e dotato di un'eccellente visione di gioco, conquista quattro titoli consecutivi fino alla stagione 1991-1992. In campo continentale raggiunge invece la semifinale nella Coppa dei Campioni 1989-1990 e la finale nell'edizione 1990-1991: a Bari è però la Stella Rossa a sollevare il trofeo. L'anno successivo è invece il Monaco di Arsène Wenger a disputare un'altra finale europea, nella Coppa delle Coppe 1991-1992: a vincere è però il Werder Brema.
Per l'OM le cose sembrerebbero andare meglio nel 1992-1993: il club vince sul campo il quinto titolo consecutivo, e si appresta a disputare nuovamente la finale della prima edizione della nuova Champions League. La partita, giocata a Monaco di Baviera contro il Milan di Fabio Capello, viene vinta grazie a un gol di Basile Boli, tuttavia alcuni giorni prima era emerso uno scandalo che aveva coinvolto anche il Valenciennes: le due squadre si erano infatti affrontate nella precedente gara di campionato, che però sarebbe stata "addomesticata" per far sì che il Marsiglia non spendesse troppe energie in vista dell'impegno continentale. Il successo ottenuto sul campo viene quindi revocato e non viene assegnato, mentre la squadra viene retrocessa in Division 2.

### Risultati variabili (1993-2001)
Il Caso VA-OM altera gli equilibri del campionato: nelle successive sette edizioni si affermarono le altre squadre che erano rimaste in penombra negli anni precedenti. La vittoria del Paris Saint-Germain nel 1993-1994 è seguita dal ritorno al successo del Nantes, che si aggiudica la prima edizione in cui vengono assegnati definitivamente i tre punti; queste due squadre, insieme al Monaco, arrivano anche a giocare le semifinali della Champions. Successivamente i parigini sconfiggono a Bruxelles il Rapid Vienna e vincono la Coppa delle Coppe 1995-1996, mentre nella stessa stagione il Bordeaux viene battuto dal Bayern Monaco nella doppia finale della Coppa UEFA. Intanto l'Auxerre aveva appena conquistato il suo primo titolo, e lo stesso fa il Lens nel 1998, pur riuscendo ad avere la meglio sul Metz solo grazie alla differenza reti. Gli importanti progressi dei club francesi registrati negli anni novanta vengono vanificati dalla sentenza Bosman che rende la massima serie francese terra di conquista da parte dei club esteri, che riescono ad acquistare a prezzi molto contenuti quasi tutti i giocatori che gravitano intorno la nazionale francese.
Nella stagione 1996-1997 il Monaco vince la Division 1 e arriva in semifinale nella Champions League, mentre il PSG viene sconfitto nella finale della Coppa delle Coppe dal Barcellona. Torna al successo anche il Bordeaux, che è protagonista di un vivace testa a testa con un redivivo Olympique Marsiglia nella stagione 1998-1999: quest ultima squadra raggiunge anche la finale della Coppa UEFA, che viene però conquistata dal Parma.

### Dominio dell'Olympique Lione (2001-2008)
Dopo una vittoria del Nantes, la stagione 2001-2002, l'ultima con la denominazione di Division 1, segna l'inizio del dominio dell'Olympique Lione. Il club, nel quale milita anche Juninho Pernambucano, inizia a vincere i suoi primi tre titoli sul filo di lana: il primo solo nell'ultima giornata, superando il Lens nello scontro diretto, il secondo dopo un testa a testa con il Monaco, e il terzo, davanti al rientrante Paris Saint-Germain, nella stagione 2003-2004. Questa vede ben due squadre francesi raggiungere un traguardo prestigioso in campo continentale: i monegaschi raggiungono infatti la finale della Champions League, mentre l'OM quella della Coppa UEFA: sono però rispettivamente sconfitte dal Porto di José Mourinho e dal Valencia di Rafael Benítez.
Intanto nel Lione arriva in prima squadra anche il giovane Karim Benzema, e il club vince, stavolta in scioltezza, i tre campionati successivi: +12 sul Lille nella stagione 2004-2005, +15 sul Bordeaux nella successiva e +17 sull'Olympique Marsiglia nella stagione 2006-2007. L'ultimo titolo di questo periodo arriva nella stagione 2007-2008, quando il Bordeaux rimane in corsa fino all'ultima giornata.

### Nuovi equilibri (2008-2012)
Proprio quest ultima squadra riesce a spezzare l'egemonia del Lione, andando a vincere la Ligue 1 2008-2009 all'ultima giornata, a 10 anni di distanza dall'ultima volta. L'OL arriva poi a giocare la semifinale della UEFA Champions League 2009-2010, tuttavia a vincere la Ligue 1 è l'Olympique Marsiglia di Didier Deschamps: la squadra torna sul trono a distanza di 18 anni dall'ultimo successo. È poi il turno del Lilla di Rudi Garcia, che lo rivince dopo ben 57 anni, mentre nella Ligue 1 2011-2012 si assiste alla prima vittoria del Montpellier, che è allenato da René Girard: il club riesce ad avere la meglio sul PSG, tornato competitivo dopo l'acquisto del club da parte di una cordata araba.

### Dominio e record del PSG (2012-oggi)

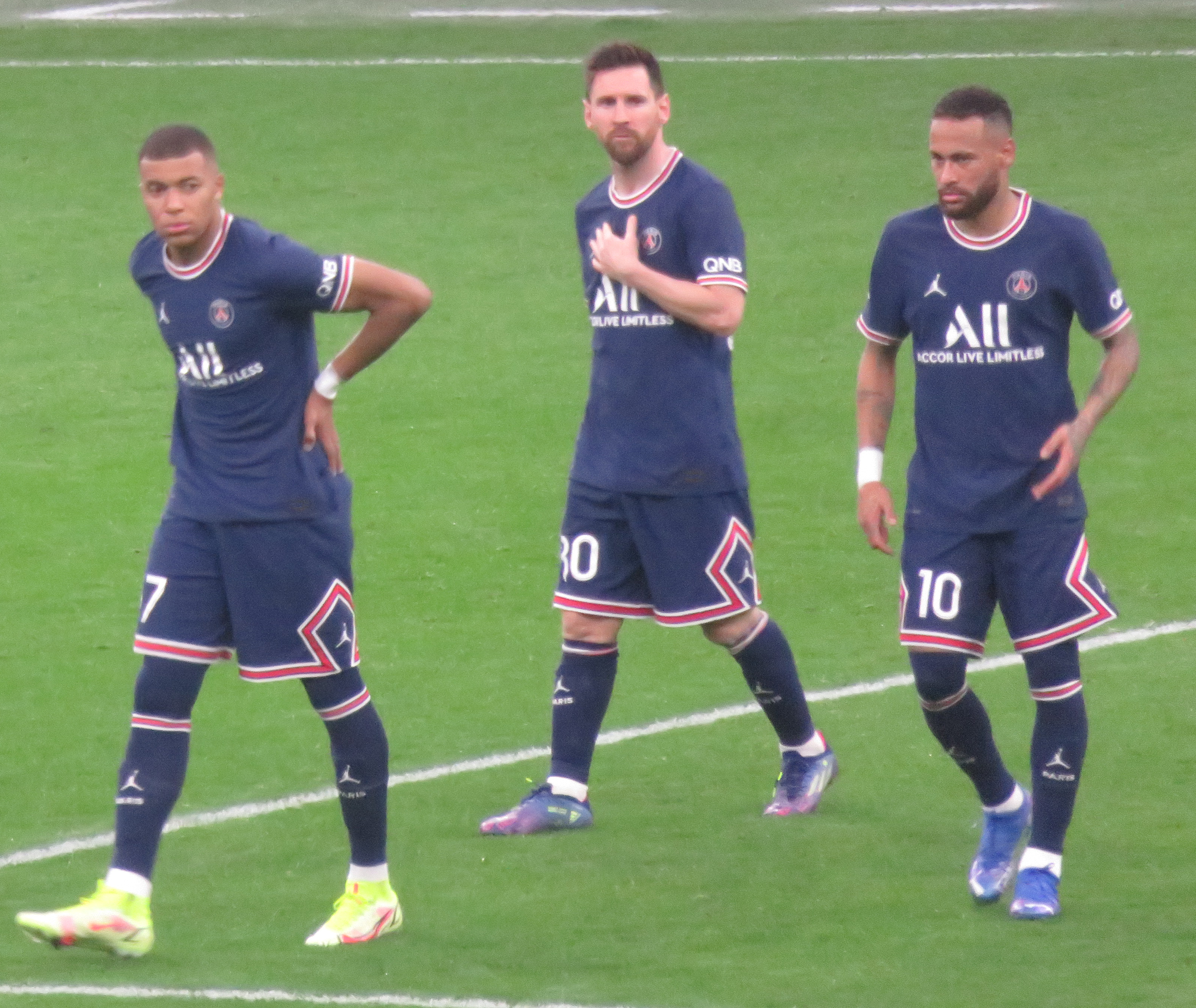
Kylian Mbappé, Lionel Messi e Neymar con la maglia del nella stagione 2021-2022.

Infatti la nuova dirigenza della squadra parigina aveva iniziato a rinforzare la squadra con una campagna acquisti faraonica, puntando soprattutto su calciatori della Serie A: per 30 milioni di euro era arrivata infatti l'ala argentina Ezequiel Lavezzi, proveniente dal Napoli, poi il difensore brasiliano Thiago Silva e l'attaccante svedese Zlatan Ibrahimović, entrambi prelevati dal Milan per circa 65 milioni di euro, ed il giovane centrocampista italiano Marco Verratti, che veniva invece dal Pescara. La squadra, allenata da Carlo Ancelotti, torna quindi a vincere il campionato dopo 19 anni dall'ultimo successo, diventando quindi la sesta diversa a vincere la Ligue 1 nelle ultime sei edizioni.
Il successo è tuttavia solo il primo di una lunga serie: grazie infatti alle ingenti somme di denaro immesse dal fondo emiro la rosa si impreziosisce con campioni del calibro di Edinson Cavani, prolifico centravanti uruguayano, Marquinhos, elegante difensore brasiliano considerato dagli addetti ai lavori come l'erede di Thiago Silva, e Ángel Di María, talentuoso esterno mancino argentino. La squadra, guidata ora da Laurent Blanc, si ripete così anche nelle tre stagioni successive, 2013-2014, 2014-2015 e 2015-2016. Il club parte coi favori del pronostico anche nella stagione 2016-2017, tuttavia deve cedere lo scettro al Monaco dell'oligarca russo Dmitrij Rybolovlev: la squadra del principato, guidata dall'allenatore portoghese Leonardo Jardim e trascinata dai gol del centravanti colombiano Radamel Falcao, dalle prodezze del giovanissimo fuoriclasse Kylian Mbappé e dal talento delle ali Bernardo Silva e Thomas Lemar, riesce a staccare il PSG di ben 8 punti in classifica, e raggiunge anche la semifinale nella Champions League.
Nell'estate del 2017 la dirigenza della squadra parigina decide poi di pagare l'astronomica clausola rescissoria di 222 milioni di euro per prelevare Neymar dal Barcellona, il più costoso affare della storia del calcio, e con 190 milioni di euro si assicura anche Mbappé, che arriva proprio del Monaco; questa squadra realizza anche le prolifiche cessioni di Bernardo Silva, Tiémoué Bakayoko e Benjamin Mendy. Il rafforzamento esponenziale nel reparto offensivo del PSG, e l'iniziale indebolimento della principale concorrente, fanno sì che il campionato 2017-2018 e il successivo vengano conquistati con largo anticipo. Da segnalare anche la seconda vittoria della Nazionale al Mondiale e il raggiungimento della finale della UEFA Europa League 2017-2018 da parte dell'Olympique Marsiglia di Rudi Garcia: a vincere è tuttavia l'Atlético Madrid.
I parigini conquistano il titolo anche nella stagione 2019-2020, che viene interrotta a causa della pandemia di COVID-19, e arrivano anche a disputare la finale della Champions League, quando in panchina c'è Thomas Tuchel: la coppa viene però conquistata dal Bayern Monaco, che aveva eliminato nel turno precedente l'Olympique Lione. La Ligue 1 2020-2021 viene invece vinta dal sorprendente Lilla di Christophe Galtier, che è trascinato in campo dalle prestazioni del neo-acquisto Burak Yılmaz, mentre il Paris Saint-Germain, che da gennaio 2021 è guidato da Mauricio Pochettino, raggiunge la semifinale nella massima manifestazione continentale. Nella stagione 2021-2022 arrivano nella capitale anche Lionel Messi e Gianluigi Donnarumma, e la squadra conquista il decimo titolo, uguagliando così il record di vittorie del Saint-Étienne, che viene definitivamente superato nella stagione successiva, con l'undicesimo trionfo.

## Squadre
Sono 77 le squadre che hanno preso parte ad almeno una delle 88 edizioni del massimo campionato francese a partire dalla Division Nationale 1932-1933 fino alla Ligue 1 2025-2026. Nessuna squadra è riuscita a giocare tutte le edizioni. Il club che, dall'istituzione del professionismo, ha resistito più tempo nella massima serie, è stato l'Oympique Marsiglia, che ha partecipato ininterrottamente dal 1932-33 al 1958-59, mentre la squadra che detiene il periodo più lungo di permanenza nella massima serie è il Paris Saint Germain, con 52 partecipazioni consecutive (presente dalla stagione 1974-75, serie in corso).
- 76 volte:  Olympique Marsiglia
- 70 volte:  Saint-Étienne
- 69 volte:  Bordeaux,  Rennes
- 67 volte:  Monaco,  Nizza,  Olympique Lione
- 66 volte:  Lilla,  Sochaux
- 65 volte:  Metz,  Strasburgo
- 64 volte:  Lens
- 58 volte:  Nantes
- 53 volte:  Paris Saint-Germain
- 43 volte:  Montpellier
- 40 volte:  Stade Reims
- 36 volte:  Nîmes,  Tolosa
- 35 volte:  Auxerre
- 34 volte:  Bastia
- 33 volte:  Angers,  Valenciennes
- 30 volte:  Nancy,  RC France
- 27 volte:  Le Havre
- 23 volte:  Sedan
- 22 volte:  Cannes
- 20 volte:  Brest
- 19 volte:  Rouen,  Tolosa
- 18 volte:  Caen,  Lorient
- 16 volte:  Red Star,  Sète
- 15 volte:  FC Nancy,  Stade Français
- 14 volte:  Ajaccio
- 13 volte:  Guingamp,  Laval
- 12 volte:  Tolone
- 11 volte:  Troyes
- 10 volte:  Roubaix-Tourcoing
- 8 volte:  Troyes AF
- 7 volte:  Antibes,  Excelsior Roubaix,  Fives,  Olympique Lillois
- 6 volte:  Digione,  Le Mans,  Mulhouse,  Olympique Alès
- 4 volte:  Évian TG,  Grenoble,  Paris FC,  Tours
- 3 volte:  Amiens,  Angoulême,  Clermont Foot,  Limoges,  Martigues,  Roubaix,  SC Nîmes
- 2 volte:  CA Paris
- 1 volta:  Arles-Avignon,  Béziers, Boulogne,  Châteauroux,  Club Français,  Colmar,  FC Lyon,  Gazélec Ajaccio,  Gueugnon,  Hyères,  Istres,  Niort,  Olympique Avignone,  Pays d'Aix

## Squadre partecipanti

### Stagione 2024-2025
| Squadra             | Città             | Stadio                | Capienza |
| ------------------- | ----------------- | --------------------- | -------- |
| Angers              | Angers            | Raymond Kopa          | 18 752   |
| Auxerre             | Auxerre           | Abbé-Deschamps        | 18 541   |
| Brest               | Brest             | Francis Le Blé        | 15 220   |
| Le Havre            | Le Havre          | Océane                | 25 178   |
| Lens                | Lens              | Bollaert-Delelis      | 38 223   |
| Lilla               | Villeneuve-d'Ascq | Pierre Mauroy         | 50 000   |
| Monaco              | Monaco            | Louis II              | 18 523   |
| Montpellier         | Montpellier       | Stade de la Mosson    | 22 000   |
| Nantes              | Nantes            | Stade de la Beaujoire | 35 322   |
| Nizza               | Nizza             | Allianz Riviera       | 36 178   |
| Olympique Lione     | Décines-Charpieu  | Groupama Stadium      | 59 286   |
| Olympique Marsiglia | Marsiglia         | Vélodrome             | 67 394   |
| Paris Saint-Germain | Parigi            | Parc des Princes      | 48 583   |
| Stade Reims         | Reims             | Auguste Delaune       | 21 684   |
| Rennes              | Rennes            | Roazhon Park          | 29 778   |
| Saint-Étienne       | Saint-Étienne     | Geoffroy Guichard     | 41 965   |
| Strasburgo          | Strasburgo        | Stade de la Meinau    | 29 230   |
| Tolosa              | Tolosa            | Municipal             | 33 150   |

## Albo d'oro
- 1932-1933:  Olympique Lillois (1º)
- 1933-1934:  Sète (1º)
- 1934-1935:  Sochaux (1º)
- 1935-1936:  RC France (1º)
- 1936-1937:  Olympique Marsiglia (1º)
- 1937-1938:  Sochaux (2º)
- 1938-1939:  Sète (2º)
- 1939-1945: Non disputato
- 1945-1946:  Lilla (1º)
- 1946-1947:  Roubaix-Tourcoing (1º)
- 1947-1948:  Olympique Marsiglia (2º)
- 1948-1949:  Stade Reims (1º)
- 1949-1950:  Bordeaux (1º)
- 1950-1951:  Nizza (1º)
- 1951-1952:  Nizza (2º)
- 1952-1953:  Stade Reims (2º)
- 1953-1954:  Lilla (2º)
- 1954-1955:  Stade Reims (3º)
- 1955-1956:  Nizza (3º)
- 1956-1957:  Saint-Étienne (1º)
- 1957-1958:  Stade Reims (4º)
- 1958-1959:  Nizza (4º)
- 1959-1960:  Stade Reims (5º)
- 1960-1961:  Monaco (1º)
- 1961-1962:  Stade Reims (6º)
- 1962-1963:  Monaco (2º)
- 1963-1964:  Saint-Étienne (2º)
- 1964-1965:  Nantes (1º)
- 1965-1966:  Nantes (2º)
- 1966-1967:  Saint-Étienne (3º)
- 1967-1968:  Saint-Étienne (4º)
- 1968-1969:  Saint-Étienne (5º)
- 1969-1970:  Saint-Étienne (6º)
- 1970-1971:  Olympique Marsiglia (3º)
- 1971-1972:  Olympique Marsiglia (4º)
- 1972-1973:  Nantes (3º)
- 1973-1974:  Saint-Étienne (7º)
- 1974-1975:  Saint-Étienne (8º)
- 1975-1976:  Saint-Étienne (9º)
- 1976-1977:  Nantes (4º)
- 1977-1978:  Monaco (3º)
- 1978-1979:  Strasburgo (1º)
- 1979-1980:  Nantes (5º)
- 1980-1981:  Saint-Étienne (10º)
- 1981-1982:  Monaco (4º)
- 1982-1983:  Nantes (6º)
- 1983-1984:  Bordeaux (2º)
- 1984-1985:  Bordeaux (3º)
- 1985-1986:  Paris Saint-Germain (1º)
- 1986-1987:  Bordeaux (4º)
- 1987-1988:  Monaco (5º)
- 1988-1989:  Olympique Marsiglia (5º)
- 1989-1990:  Olympique Marsiglia (6º)
- 1990-1991:  Olympique Marsiglia (7º)
- 1991-1992:  Olympique Marsiglia (8º)
- 1992-1993: Titolo revocato (all'Olympique Marsiglia) e Non assegnato
- 1993-1994:  Paris Saint-Germain (2º)
- 1994-1995:  Nantes (7º)
- 1995-1996:  Auxerre (1º)
- 1996-1997:  Monaco (6º)
- 1997-1998:  Lens (1º)
- 1998-1999:  Bordeaux (5º)
- 1999-2000:  Monaco (7º)
- 2000-2001:  Nantes (8º)
- 2001-2002:  Olympique Lione (1º)
- 2002-2003:  Olympique Lione (2º)
- 2003-2004:  Olympique Lione (3º)
- 2004-2005:  Olympique Lione (4º)
- 2005-2006:  Olympique Lione (5º)
- 2006-2007:  Olympique Lione (6º)
- 2007-2008:  Olympique Lione (7º)
- 2008-2009:  Bordeaux (6º)
- 2009-2010:  Olympique Marsiglia (9º)
- 2010-2011:  Lilla (3º)
- 2011-2012:  Montpellier (1º)
- 2012-2013:  Paris Saint-Germain (3º)
- 2013-2014:  Paris Saint-Germain (4º)
- 2014-2015:  Paris Saint-Germain (5º)
- 2015-2016:  Paris Saint-Germain (6º)
- 2016-2017:  Monaco (8º)
- 2017-2018:  Paris Saint-Germain (7º)
- 2018-2019:  Paris Saint-Germain (8º)
- 2019-2020:  Paris Saint-Germain (9º)
- 2020-2021:  Lilla (4º)
- 2021-2022:  Paris Saint-Germain (10º)
- 2022-2023:  Paris Saint-Germain (11º)
- 2023-2024:  Paris Saint-Germain (12º)
- 2024-2025:  Paris Saint-Germain (13º)
- 2025-2026:

### Titoli per squadra
| Pos. | Club                | Vittorie | 2º posto | 3º posto | Podi | Anni vittorie |
| ---- | ------------------- | -------- | -------- | -------- | ---- | --- |
| 1    | Paris Saint-Germain | 13       | 9        | 3        | 25   | 1985-86, 1993-94, 2012-13, 2013-14, 2014-15, 2015-16, 2017-18, 2018-19, 2019-20, 2021-22, 2022-23, 2023-24, 2024-25 |
| 2    | Saint-Étienne       | 10       | 3        | 2        | 15   | 1956-57, 1963-64, 1966-67, 1967-68, 1968-69, 1969-70, 1973-74, 1974-75, 1975-76, 1980-81                            |
| 3    | Olympique Marsiglia | 9        | 13       | 6        | 28   | 1936-37, 1947-48, 1970-71, 1971-72, 1988-89, 1989-90, 1990-91, 1991-92, 2009-10                                     |
| 4    | Monaco              | 8        | 8        | 15       | 31   | 1960-61, 1962-63, 1977-78, 1981-82, 1987-88, 1996-97, 1999-00, 2016-17                                              |
| 5    | Nantes              | 8        | 7        | 2        | 17   | 1964-65, 1965-66, 1972-73, 1976-77, 1979-80, 1982-83, 1994-95, 2000-01                                              |
| 6    | Olympique Lione     | 7        | 5        | 9        | 21   | 2001-02, 2002-03, 2003-04, 2004-05, 2005-06, 2006-07, 2007-08                                                       |
| 7    | Bordeaux            | 6        | 9        | 4        | 19   | 1949-50, 1983-84, 1984-85, 1986-87, 1998-99, 2008-09                                                                |
| 8    | Stade Reims         | 6        | 3        | 4        | 13   | 1948-49, 1952-53, 1954-55, 1957-58, 1959-60, 1961-62                                                                |
| 9    | Lilla               | 4        | 6        | 5        | 15   | 1945-46, 1953-54, 2010-11, 2020-21                                                                                  |
| 10   | Nizza               | 4        | 3        | 1        | 8    | 1950-51, 1951-52, 1955-56, 1958-59                                                                                  |
| 11   | Sochaux             | 2        | 3        | 4        | 9    | 1934-35, 1937-38 |
| 12   | Sète                | 2        |          | 1        | 3    | 1933-34, 1938-39 |
| 13   | Lens                | 1        | 5        | 2        | 8    | 1997-98 |
| 14   | RC France           | 1        | 2        | 5        | 8    | 1935-36 |
| 15   | Strasburgo          | 1        | 1        | 3        | 5    | 1978-79 |
| 16   | Olympique Lillois   | 1        | 1        |          | 2    | 1932-33 |
| 17   | Auxerre             | 1        |          | 5        | 6    | 1995-96 |
| 18   | Montpellier         | 1        |          | 1        | 2    | 2011-12 |
| 18   | Roubaix-Tourcoing   | 1        |          | 1        | 2    | 1946-47 |
| 20   | Nîmes               |          | 4        | 1        | 5    | |
| 21   | Metz                |          | 1        | 1        | 2    | |
| 22   | Cannes              |          | 1        |          | 1    | |
| 22   | Fives               |          | 1        |          | 1    | |
| 22   | Tolosa              |          | 1        |          | 1    | |
| 25   | Sedan               |          |          | 2        | 2    | |
| 25   | Valenciennes        |          |          | 2        | 2    | |
| 25   | Tolosa              |          |          | 2        | 2    | |
| 28   | Le Havre            |          |          | 1        | 1    | |
| 28   | Angers              |          |          | 1        | 1    | |
| 28   | Bastia              |          |          | 1        | 1    | |
| 28   | Rennes              |          |          | 1        | 1    | |
| 28   | Brest               |          |          | 1        | 1    | |

## Record

### Club
- Record di titoli:  Paris Saint-Germain (13)
- Record di titoli consecutivi:  Olympique Lione (7, dal 2002 al 2008)
- Imbattibilità in una singola stagione:  Nantes (32, 1994-95)
- Imbattibilità in più stagioni:  Strasburgo (38, dal 1978 al 1979)
- Imbattibilità in partite casalinghe:  Nantes (92, dal 15 maggio 1976 al 7 aprile 1981)
- Vittorie in una stagione:
  - Campionato a 20 squadre:  Paris Saint-Germain (2015-16),  Monaco (2016-17) (30)
  - Campionato a 18 squadre:  Paris Saint-Germain (26, 2024-2025)
- Vittorie casalinghe in una stagione:  Saint-Étienne (19, 1974-75)
- Vittorie esterne in una stagione:  Paris Saint-Germain (15, 2015-16)
- Minor numero di sconfitte:  Nantes (1, 1994-95)
- Maggior numero di stagioni disputate in Ligue 1:  Olympique Marsiglia (75) (dal 1932-33 al 1958-1959, 1962-1963, dal 1966-1967 al 1979-1980, dal 1984-1985 al 1993-1994, dal 1996-1997 al 2024-2025)
- Stagioni consecutive in Ligue 1:  Paris Saint-Germain (51, dal 1974-75 al 2024-2025)
- Stagione con più reti: 1946-47 (1.344 reti, media: 3.51 per partita)
- Squadra con più reti in una stagione:  RC France (118, 1959-60)
- Miglior difesa:  Paris Saint-Germain (19 reti subite, 2015-16)
- Miglior differenza reti:  Paris Saint-Germain (+83, 2015-16)

### Individuali

#### Cannonieri
Primi dieci giocatori con il maggior numero di reti segnate in Division 1/Ligue 1.
1. Delio Onnis (299)
2. Bernard Lacombe (255)
3. Hervé Revelli (216)
4. Roger Courtois (210)
5. Thadée Cisowski (206)
6. Roger Piantoni (203)
7. Kylian Mbappé (191)
8. Joseph Ujlaki (189)
9. Fleury Di Nallo (187)
10. Carlos Bianchi (179)
11. Gunnar Andersson (179)

#### Presenze
Primi dieci giocatori con il maggior numero di presenze in Division 1/Ligue 1.
1. Mickaël Landreau (606)
2. Jean-Luc Ettori (602)
3. Dominique Dropsy (596)
4. Dominique Baratelli (593)
5. Alain Giresse (587)
6. Sylvain Kastendeuch (578)
7. Patrick Battiston (558)
8. Jacques Novi (545)
9. Roger Marche (543)
10. Henri Michel (533)